# Tore Ekblom
Tore Gudmund Adolf Ekblom, född 25 januari 1896 i Fellingsbro församling, Örebro län, död 25 januari 1954 i Uppsala, var en svensk entomolog.
Tore Ekblom var son till provinsialskrivaren Adolf Edvin Ekblom. Efter studentexamen i Örebro 1914 blev han 1920 filosofie kandidat, 1925 filosofie licentiat, 1926 filosofie doktor och 1927 filosofie magister vid Uppsala universitet. Ekblom var vetenskapligt biträde vid Statens bakteriologiska anstalt 1924–1934, vikarierande lektor vid Härnösands folkskoleseminarium 1927, lärare vid Solbacka läroverk 1932 samt vikarierande adjunkt vid Huskvarna samrealskola 1933–1934, vid Högre allmänna läroverket för gossar i Helsingborg 1933–1934 och vid Skellefteå samrealskola 1935–1936. Han utnämndes 1936 till adjunkt vid Malmbergets samrealskola och 1939 till lektor i geografi och biologi med hälsolära vid Högre allmänna läroverket i Skellefteå. Ekblom företog entomologiska och medicinskt zoologiska studieresor inom Norden och Baltikum samt studerade 1928 i Grekland och Turkiet på Medicinalstyrelsens uppdrag denguefebern och dess spridning genom myggor. Han behandlade insektsordningen halvvingar bland annat i sin doktorsavhandling samt denguefebern och malariamyggans förekomst och utbredning i Sverige (tillsammans med R. Ströman), och publicerat sina cytologiska och bakteriologiska undersökningar i ett flertal avhandlingar.